# Haplostoma humesi
Haplostoma humesi is een eenoogkreeftjessoort uit de familie van de Botryllophilidae. De wetenschappelijke naam van de soort is voor het eerst geldig gepubliceerd in 1995 door Ooishi.